# Ontkalkingsmiddel
Een ontkalkingsmiddel of chemische ontkalker is een chemische stof die wordt gebruikt om kalkaanslag te verwijderen van metalen oppervlakten die in contact staan met heet water, zoals in boilers, waterkokers en ketels.
Ontkalkingsmiddelen zijn typische zuren, zoals zoutzuur dat reageert op de basische carbonaten die aanwezig zijn in de kalk. Het gevolg is een productie van koolzuurgas en een oplosbaar zout. Sterke ontkalkingsmiddelen zijn vaak bijtend voor de ogen en de huid.
Bekende ontkalkingsmiddelen bevatten citroenzuur, mierenzuur, glycolzuur, zoutzuur, fosforzuur, sulfaminezuur en azijnzuur.